# Гидропирофосфат натрия
Гидропирофосфат натрия — неорганическое соединение, 
кислая соль натрия и пирофосфорной кислоты
с формулой Na3HP2O7,
бесцветные кристаллы,
растворяется в воде,
образует кристаллогидраты.

## Получение
- Действие на насыщенный раствор пирофосфата натрия разбавленной соляной кислотой:

{\displaystyle {\mathsf {Na_{4}P_{2}O_{7}+HCl\ {\xrightarrow {}}\ Na_{3}HP_{2}O_{7}+NaCl}}}

## Физические свойства
Гидропирофосфат натрия образует бесцветные кристаллы.
Растворяется в воде.
Образует кристаллогидрат вида Na3HP2O7•9H2O — бесцветные кристаллы
моноклинной сингонии,
пространственная группа P 21/a,
параметры ячейки a = 0,859 нм, b = 3,165 нм, c = 0,613 нм, β = 113,4°, Z = 4.